# Doak VZ-4
Die Doak VZ-4DA (Herstellerbezeichnung: Model 16, DA stand für Doak) war ein experimentelles VTOL-Wandelflugzeug des US-amerikanischen Herstellers Doak Aircraft Company aus den späten 1950er Jahren. Es wurde lediglich ein Exemplar gebaut, das die USAF/Army-Seriennummer 56-6942 trug. Die VZ-4 verwendete als erstes Flugzeug überhaupt das Konzept der kippbaren Propeller zum senkrechten Starten und Landen.

## Geschichte

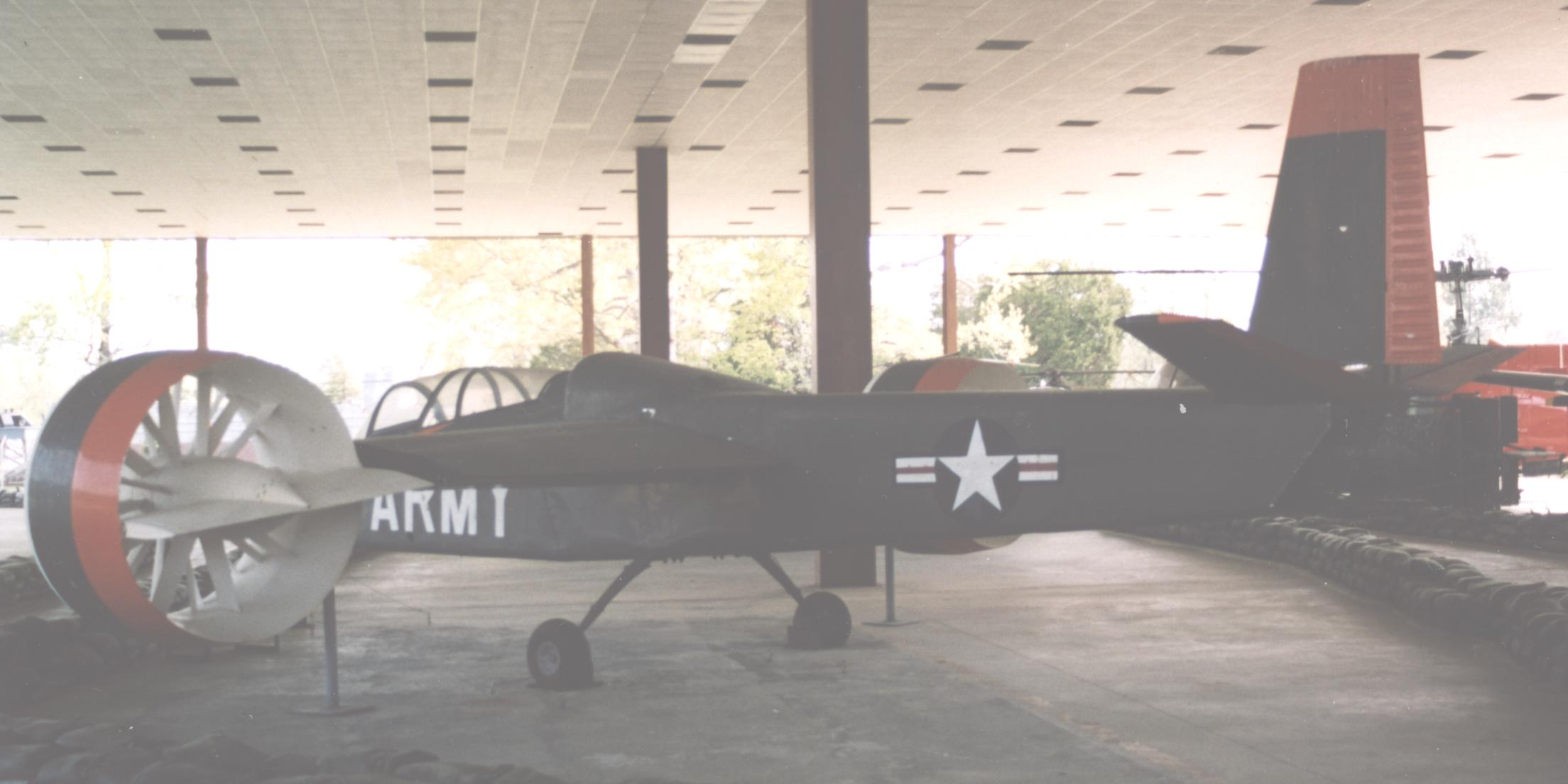
Die VZ-4 in Fort Eustis, Virginia, April 2004

Den Vertrag zum Bau eines Prototyps erhielt Doak am 10. April 1956 vom U.S. Army Transportation Research and Engineering Command. Bodenversuche begannen im Februar 1958 auf dem Torrance-Airport in der Nähe von Los Angeles und umfassten 32 Stunden in einem Prüfstand sowie 18 Stunden gefesselter Schwebeflüge und Rollversuche. Nach dem Abschluss der Erprobung im Juni 1958 wurde die Maschine zerlegt, einer eingehenden Inspektion unterzogen und anschließend im Oktober zur Edwards Air Force Base überführt. Hier absolvierte das Flugzeug weitere 50 Flugstunden, die auch vollständige Übergänge vom Schweben in den Horizontalflug in bis zu 1830 m Höhe beinhalteten. Die US Army nahm die Doak 16 dann ab und brachte sie zur NASA Station Langley. Dort blieb sie bis 1972, bevor sie dauerhaft im Transportation Command Museum der US Army in Fort Eustis (Virginia) ausgestellt wurde.

## Konstruktion
Die beiden Besatzungsmitglieder saßen hintereinander. Der Mitteldecker besaß ein konventionelles Leitwerk und ein festes Bugradfahrwerk. Der Rumpf war eine geschweißte Gitterohrkonstruktion, die ab dem Cockpit bis zur Bugspitze mit Glasfaserformteilen verkleidet war. Das Besondere an der Bauform waren die beiden Mantelpropeller an den Flügelenden. Der hintere Rumpfbereich war mit dünnem Aluminium beplankt während die freitragenden Trag- und Leitwerksflächen Ganzmetallkonstruktionen waren. Um die Entwicklungskosten möglichst klein zu halten, wurden viele Teile aus bereits bewährten Mustern verwendet, so stammte z. B. das Fahrgestell von einer Cessna 182, die Sitze von einer F-51 Mustang und die Verstellung der Propeller geschah über Klappenmotoren der Lockheed T-33.
Der Propellermantel bestand aus einer Aluminiumlegierung mit einer Profilnase des Einlaufs aus GFK. Die acht Blätter der Propeller waren nicht verstellbar und liefen mit einer maximalen Drehzahl von 4800/min. Im vorderen Teil des Einlaufs befanden sich 14 verstellbare Leitflächen ebenfalls aus GFK, die durch die Möglichkeit der Schubkontrolle beim Schwebezustand für die Steuerung um die Rollachse zuständig waren.
Der Schwenkbereich der Propeller reichte von der horizontalen Einstellung bis zu 2° nach hinten, um den aus den Turbinenabgasen entstehenden Schub auszugleichen. Der Antrieb der Propeller erfolgte über eine Welle die durch die Tragfläche in etwa 1/4 der Profiltiefe lief. Die Lycoming T53-Wellenturbine (anfangs war eine Vorserienausführung YT-53 eingebaut) war im Rumpf unterhalb der Tragflächenwurzel untergebracht und wirkte zuerst auf eine einzelne Aluminiumwelle mit einem Durchmesser von 10 cm und dann über ein Verteilergetriebe auf zwei 3,8 cm starke Stahlwellen. Die kleineren Wellen liefen in etwa ein Viertel der Profiltiefe durch die Tragflächen und übertrugen ihre Leistung auf die beiden Propeller. Es gab keine zusätzlichen Steuereinrichtungen und auch keine automatische Lagekontrolle.

## Technische Daten
| Kenngröße                            | Daten                                        |
| ------------------------------------ | -------------------------------------------- |
| Besatzung                            | 2                                            |
| Länge                                | 9,75 m                                       |
| Spannweite                           | 7,75 m (einschl. Mantelpropeller)            |
| Höhe                                 | 3,0 m                                        |
| Durchmesser der Propellerummantelung | außen: 1,52 m innen: 1,21 m                  |
| Flügelfläche                         | 8,73 m²                                      |
| Leermasse                            | 900 kg                                       |
| max. Startmasse (Vertikal)           | 1170–1443 kg (abhäng. vom Entwicklungsstand) |
| Höchstgeschwindigkeit                | 370 km/h (geschätzt)                         |
| Dienstgipfelhöhe                     | 1830 m (Schweben)                            |
| Reichweite                           | 370 km                                       |
| Triebwerke                           | 1 × Lycoming YT53 mit 625 kW                 |